# Amt für Kulturerbe
Das Staatsamt für Kulturerbe (chinesisch 國家文物局 / 国家文物局, Pinyin Guójiā Wénwùjú) ist eine staatliche Behörde der Regierung der Volksrepublik China für Denkmalschutz und -pflege. Von dem Ministerium für Kultur wurde das Amt gebildet, um den landesweiten Kulturbesitz aufzubewahren und die Museen zu leiten.

## Struktur

### Innere Abteilungen
- Generalbüro (办公室)
- Abteilung für Politik und Recht (政策法规司)
- Deputation (督察司)
- Abteilung für Denkmalschutz und Archäologie (文物保护与考古司)
- Abteilung für Museen (博物馆与社会文物司)
- Personalabteilung (人事司)

### Einrichtungen
Zu dem Amt zählen unmittelbar 8 Einrichtungen.
- Luxun-Museum in Peking (北京鲁迅博物馆)
- Chinesische Akademie für die Kulturerbeforschung (中国文化遗产研究院)
- Verlag der chinesischen Kulturerbe-Zeitung (中国文物报社)
- Informationszentrum für Denkmal (中国文物信息咨询中心)
- Kommunikationszentrum für Denkmal (中国文物交流中心)
- Kulturerbe-Verlag (文物出版社)
- Dienstzentrum (机关服务中心)

## Liste der Amtsleiter
- Zheng Zhenduo (郑振铎, Dezember 1949 bis Oktober 1958)
- Wang Yeqiu (王冶秋, Oktober 1958 bis Mai 1970, Oktober 1973 bis November 1979)
- Ren Zhibin (任质斌, Januar 1980 bis Mai 1982)
- Sun Zhiqing (孙轶清, Mai 1982 bis März 1984)
- Lv Jimin (吕济民, März 1984 bis April 1988)
- Zhang Deqin (张德勤, April 1988 bis September 1996)
- Zhang Wenbin (张文彬, September 1996 bis August 2002)
- Shan Jixiang (单霁翔, August 2002 bis Februar 2012)
- Li Xiaojie (励小捷, Februar 2012 bis Oktober 2015)
- Liu Yuzhu (刘玉珠, seit Oktober 2015)